# Pangram
Pangrám oziroma pangrámski stávek (grško pan - vsak + gramma - črka) je stavek ali del besedila, pri katerem so uporabljene vse črke abecede. Večina pangramov je kratkih, po navadi en stavek. Pri izmišljevanju pangrama kot besedne igre je njegova dolžina odločujoča.
V nekem smislu je pangram nasprotje lipograma, kjer se ena ali več črk izpušča.

## Zgledi
Angleščina pozna stavek The quick brown fox jumps over a lazy dog (Hitra rjava lisica skače prek lenega psa). Stavek so v preteklosti uporabljali za preizkus pisalnih strojev, saj je kratek smiseln stavek z vsemi črkami angleške abecede. V računalništvu se ta stavek uporablja kot vzorec besedila za preizkus nameščenih pisav.
Primeri pangramskih stavkov v slovenščini:
- V kožuščku hudobnega fanta stopiclja mizar.
- Šerif bo za domačo vajo spet kuhal žgance.
- Pri Jakcu bom vzel šest čudežnih fig.